# IPhone SE (第三代)
iPhone SE（第三代）是由蘋果公司設計和銷售的智慧型手機，為第15代iPhone系列智能手機之一，亦是iPhone SE系列的後繼機種，於2022年3月8日發佈。

## 歷史
於2022年3月8日在Apple活動發佈。

## 設計與名稱
iPhone SE（第三代）與前身尺寸相同，採用鋁製框架，搭配玻璃正面和背面，採用了Apple A15仿生晶片（5納米），提供三種內部存儲配置：64 GB、128 GB和256 GB，相較第二代的3GB RAM ，第三代擁有4GB RAM。第三代iPhone SE防塵防水等級與前代產品相同，为IP67。並且第三代iPhone SE依舊沒有標準的3.5毫米立體聲耳機插孔。
| 颜色     | 颜色               | 颜色       |
| 机身颜色 | 机身颜色           | 前面板颜色 |
| -------- | ------------------ | ---------- |
|          | 星光色             | 黑色       |
|          | 午夜黑色           | 黑色       |
|          | 红色／(PRODUCT)RED | 黑色       |

### iPhone产品时间线
| iPhone型號年表 |
| -------------- |
|                |

## 外部連結
- iPhone SE (3rd generation) – official site

| 前任者： iPhone SE（第二代） | iPhone 13 iPhone 13 Pro / 13 Pro Max IPhone SE (第三代) 第15代 | 繼任者： iPhone 16e |